# Kasprowy-csúcs
A Gáspár-csúcs vagy Kasprowy-csúcs (lengyelül Kasprowy Wierch, szlovákul Kasprov vrch) a Liptói-havasok 1987 méter magas csúcsa, amely Zakopane közelében, a lengyel-szlovák határ lengyel oldalán található. 1938-ban meteorológiai és csillagászati obszervatóriumot építettek a csúcsra. A hegycsúcs alatti lejtőkön sípályák üzemelnek télen.
A csúcsra kötélpálya vezet. Az összesen 4291,59 méter hosszú pálya két szakaszból áll. Az alsó állomás Zakopane közelében, Kuźnicében, a tengerszint felett 1027 méteren van.

## Galéria

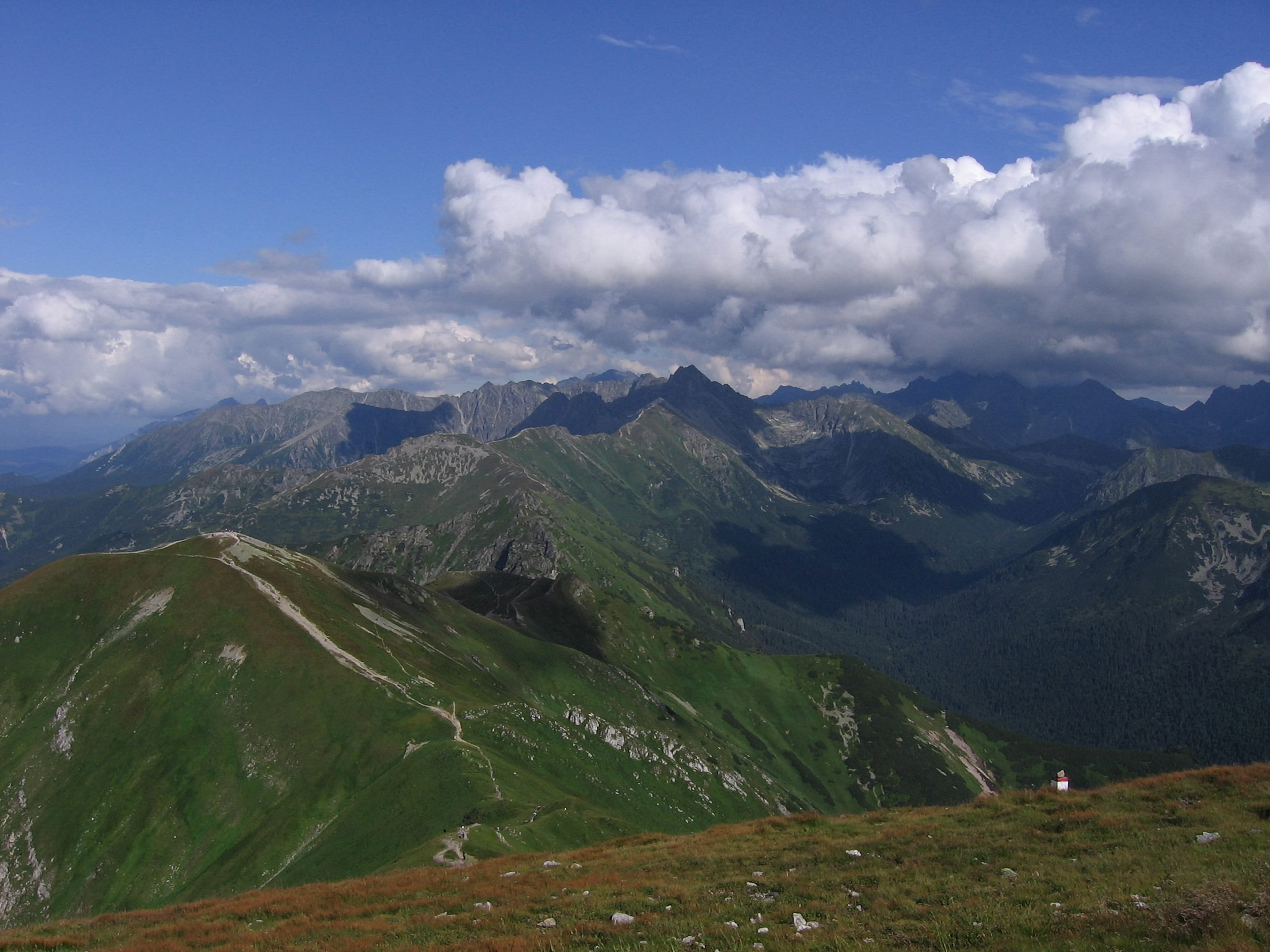
Kilátás a csúcsról
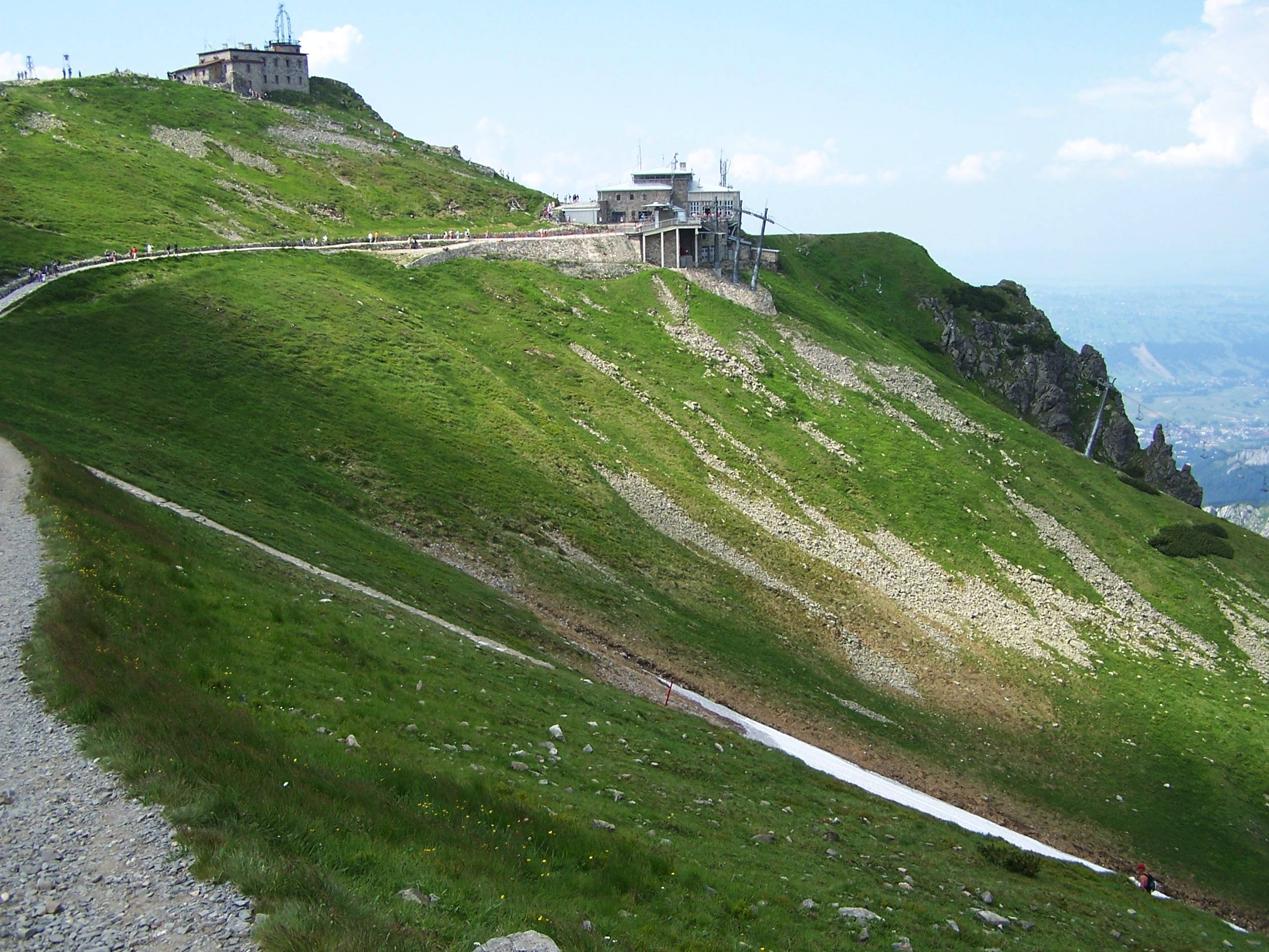
A kötélpálya felső állomása
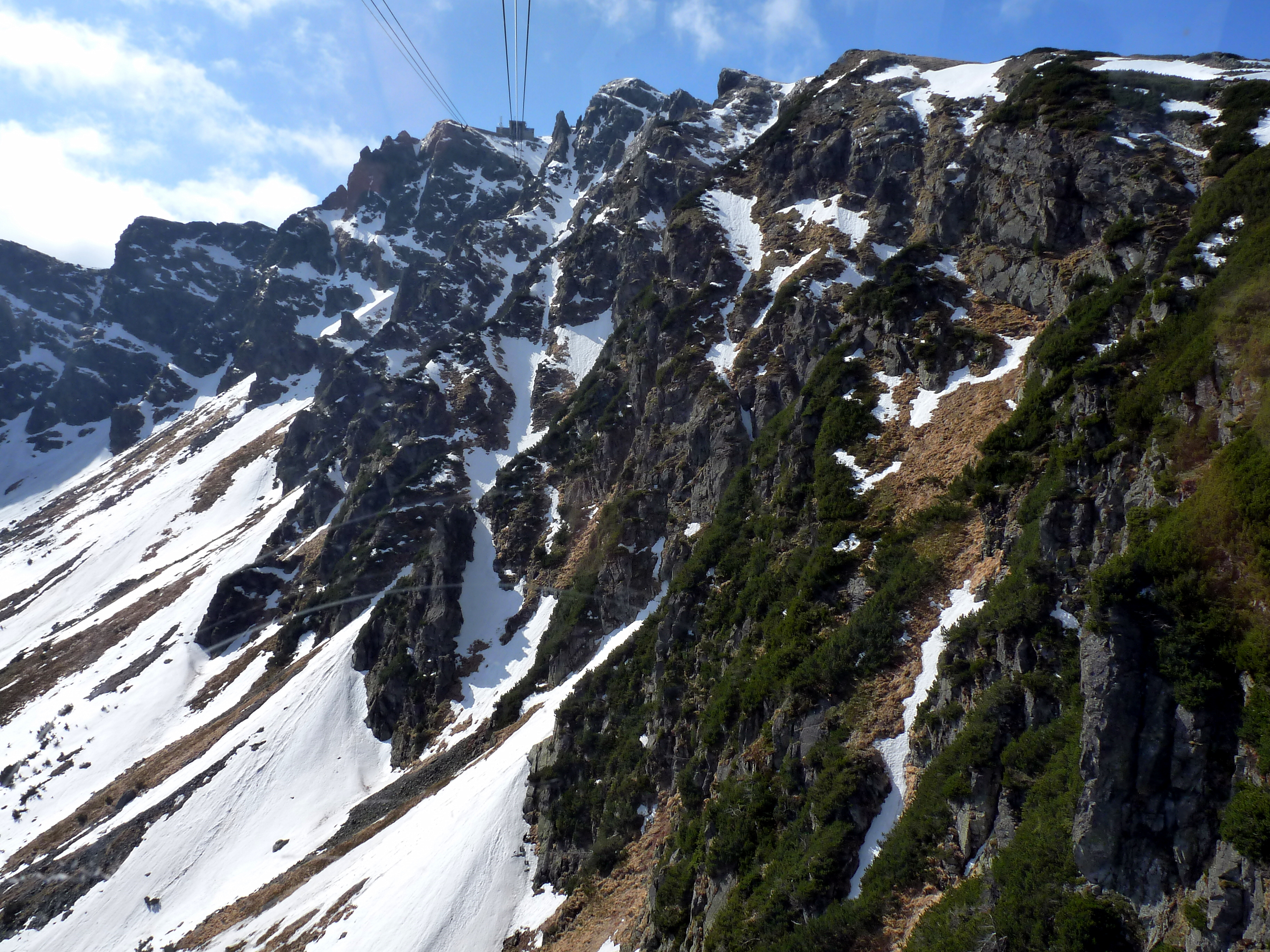
Kilátás a lanovkáról
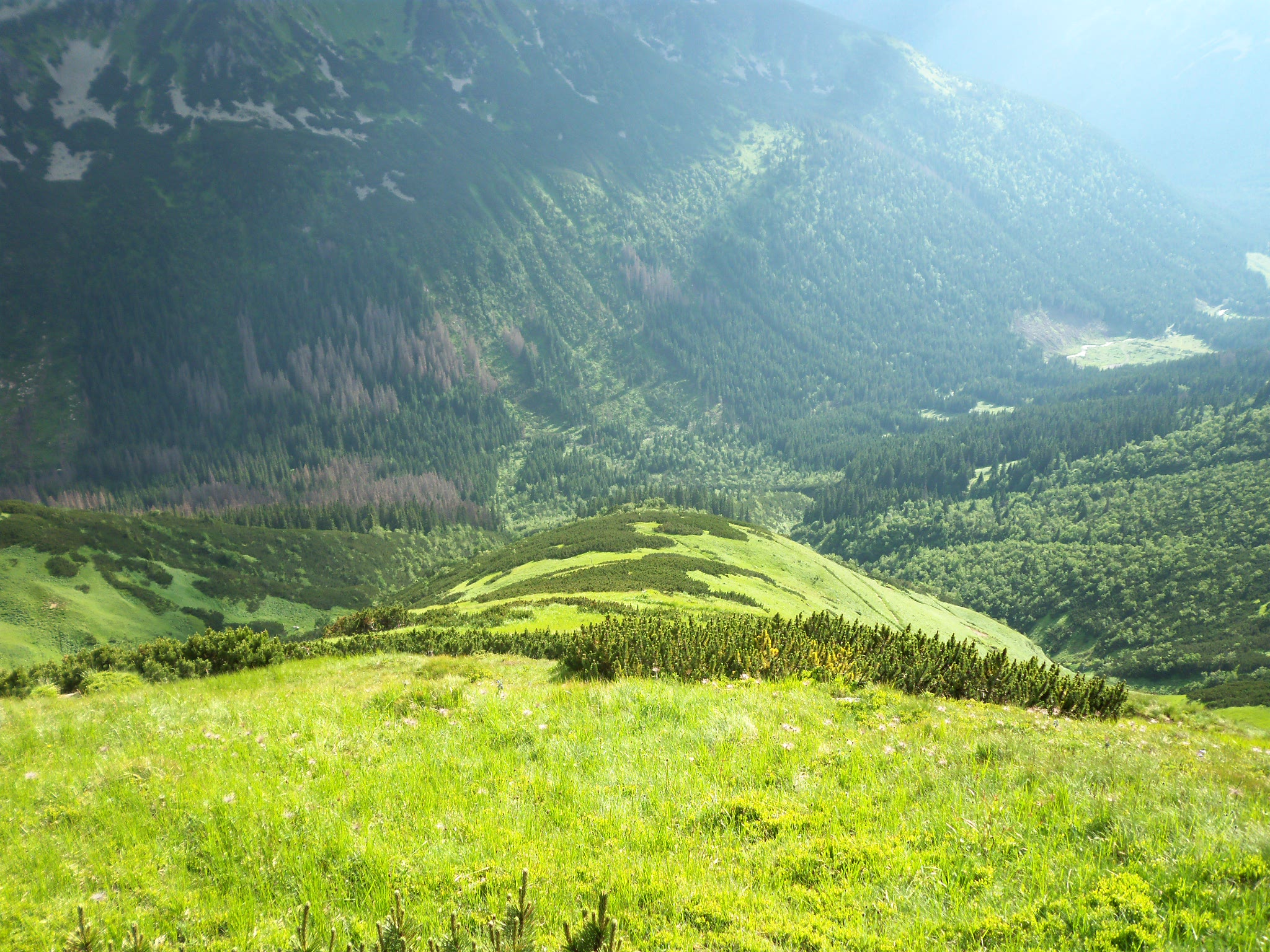
Kilátás a csúcsról
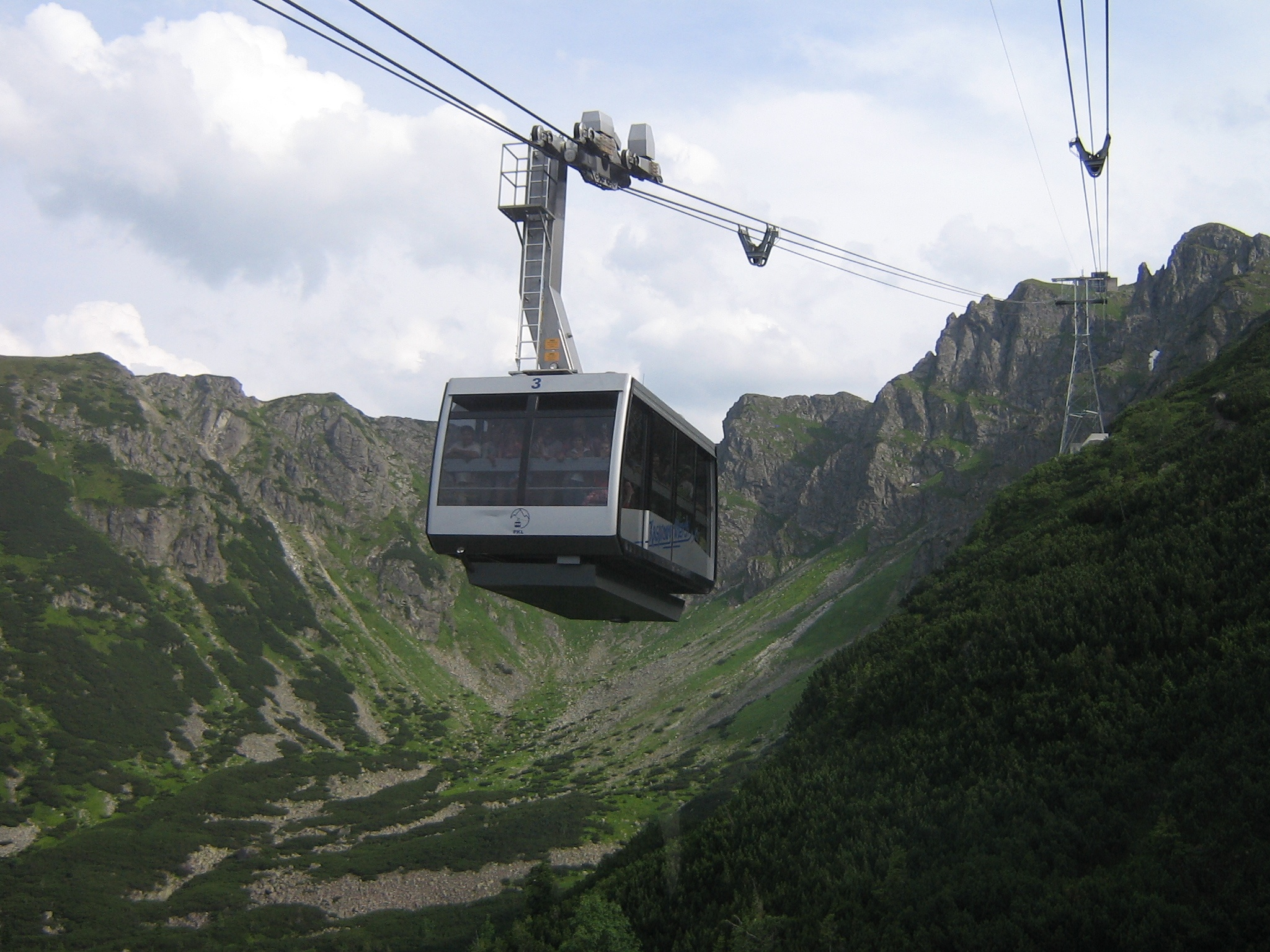
A lanovka

## Lásd még
- Kasprowy-csúcsi kötélpálya